# Campylonotus rathbunae
Campylonotus rathbunae är en kräftdjursart som beskrevs av Schmitt 1926. Campylonotus rathbunae ingår i släktet Campylonotus och familjen Campylonotidae. Inga underarter finns listade i Catalogue of Life.